# 浜の町北
浜の町北（はまのまちきた）は、青森県弘前市の大字。郵便番号は036-8325。

## 地理
一丁目と二丁目があり、北は船水、東は外瀬、南から西にかけて浜の町東、西から西北にかけて石渡に接する。

## 交通
- 弘南バス
  - 県営アパート前、致遠小通り（ミニバス 土堂・浜の町・栄町団地線）停留所。

## 世帯数と人口
2017年（平成29年）6月1日現在の世帯数と人口は以下の通りである。
| 丁目           | 世帯数  | 人口  |
| -------------- | ------- | ----- |
| 浜の町北一丁目 | 105世帯 | 283人 |
| 計             | 105世帯 | 283人 |

## 施設

### 教育
- 弘前市立致遠小学校

### 商業
- 工藤熊五郎商店ライスセンター

### 公共
- 弘前市致遠児童センター

## 学区
| 大字           | 番地 | 小学校             | 中学校             |
| -------------- | ---- | ------------------ | ------------------ |
| 浜の町北一丁目 | 全域 | 弘前市立致遠小学校 | 弘前市立第二中学校 |
| 浜の町北二丁目 | 全域 | 弘前市立致遠小学校 | 弘前市立第二中学校 |